# Endothenia nephelopsycha
Endothenia nephelopsycha es una especie de polilla del género Endothenia, categorizada en la tribu Olethreutini, de la subfamilia Olethreutinae.

## Distribución
Se distribuye por Uganda.

## Taxonomía
Fue descrita por Meyrick en 1934 y publicada en (Argyroploce), Exotic Microlepid. 4: 527.